# Ліва партія (Швеція)
Ліва партія (ЛП швед. Vänsterpartiet) — соціалістична

політична партія Швеції. 
В економічних питаннях партія виступає проти приватизації та за збільшення державних видатків. 
 
У зовнішній політиці партія виступає проти Європейського Союзу, НАТО та вступу Швеції до єврозони. 
 
У 1980 році вона намагалася змусити Швецію приєднатися до Руху неприєднання, але не досягла успіху. 
Партія підтримує фемінізм і антирасизм.

Ліва партія є членом Альянсу зелених лівих країн Північної Європи, а її єдиний депутат Європарламенту входить до фракції Європейські об'єднані ліві/Ліво-зелені Півночі. 
У 2018 році партія приєдналася до Maintenant le Peuple.
Партія ніколи не входила до складу уряду на національному рівні, хоча вона надає свою парламентську підтримку уряду Риксдагу, який очолює Шведська соціал-демократична партія. З 1998 по 2006 рік Ліва партія мала угоду про Підтримку без участі з правлячими соціал-демократами та Партією зелених. 
З 2014 року вона підтримує уряд меншості соціал-демократів і зелених у шведському парламенті, а також у багатьох округах і муніципалітетах Швеції.
Партія виникла в результаті розколу Шведської соціал-демократичної партії в 1917 році та в 1917–1921 роках називалася Лівою соціал-демократичною партією Швеції (ЛСДПШ швед. Sveriges socialdemokratiska vänsterparti), у 1921–1967 роках — Комуністичною партією Швеції (КПШ швед. Sveriges Kommunistiska Parti), у 1967–1990 роках Лівою партією — комуністи (ЛПК швед. Vänsterpartiet kommunisterna). З 1990 р. має нинішню назву — Ліва партія.

## Історія

### У 1917—1939-ті роки
Ліва опозиція у відношенні до реформістського керівництва соціал-демократичної робітничої партії Швеції на чолі з Яльмар Брантінгом з'явилася ще до початку Першої світової війни. Її лідерами були такі авторитетні члени партії, як Цет Хеглунд і Туре Нерман. Із початком світової війни керівництво соціал-демократичної партії встало на позиції патріотизму та соціальної угоди, що виразилися в укладенні т.зв. «Громадянського миру» на період війни. Ліва опозиція зайняла позиції «інтернаціоналізму», виступивши проти «імперіалістичної війни», розглядаючи її як зіткнення між імперіалістами, що суперечить інтересам трудящих мас людей. Хеглунд і Нерман брали участь в роботі Циммервальдскої конференції II Інтернаціоналу, що об'єднувала інтернаціоналістів і противників війни.
До інтернаціоналістів приєдналися деякі інші діячі шведської соціал-демократії, зокрема, секретар партії Фредрік Стрем. У 1916 році була заснована газета «Politiken», що стала пізніше центральним органом ЛСДПШ, а потім — Компартії Швеції.
1917 р. для Швеції був ознаменований революційним підйомом. У багатьох містах країни мали місце масові заворушення. У Вестервік влада була взята робочою радою. У Стокгольмі на першотравневій демонстрації солдати і робітники йшли разом. 13-16 травня 1917 року була заснована ЛСДПШ. Основу її склали активісти лівого крила шведської соціал-демократичної партії, виключені з її лав, і молодіжна організація соціал-демократів.
У 1919 році один з лідерів лівих соціал-демократів Отто Грімлунд був присутній на установчому конгресі Комінтерну. У 1921 році більшість партії прийняло «Умови прийому до Комуністичного Інтернаціоналу» і змінило назву на Комуністичну партію Швеції. Меншість, незгідна з «Двадцять однією умовою», вийшло з партії, продовживши діяти під назвою Лівої соціал-демократичної партії. Всього в той період з 17000 членів партії покинули її або були виключені близько 6000 осіб.
У 1924 році в партії відбувається другий розкол, пов'язаний з ім'ям її засновника і голови Цета Хеглунда. Причиною стали розбіжності Хеглунда з Виконкомом Комінтерну з питань про антирелігійну пропаганду, про тактику єдиного фронту тощо. У підсумку, Хеглунд був виведений зі складу ВККІ, усунений з посту голови компартії, а потім виключений з неї.
23-24 січня 1926 р. відбулася організована КПШ профспілкова конференція, в якій взяли участь делегати, які представляли 80000 організованих робітників. У 1927 році під керівництвом КПШ відбулася конференція Національної асоціації безробітних (швед. De Arbetslösas Landsförening), яка закликала до скасування Королівської комісії з безробіття.
У 1929 році в партії відбувається третій за її історію розкол. Після виключення Хеглунда стали лідерами партії Карл Чільбум, Нільс Флюг і Туре Нерман. Усі депутати парламенту і 3/4 членів партії були виключені Комінтерном — всього 17300 осіб. Прихильники Чільбума підтримували Праву опозицію у ВКП(б) і після розколу були шведською секцією Міжнародної комуністичної опозиції. До 1934 року продовжували діяти під назвою Комуністичної партії Швеції, а потім змінили назву на Соціалістичну партію. За прихильниками Чільбума залишилася редакція газети «Politiken».
Новими лідерами партії, в якій нараховувалося після розколу близько 4000 осіб, стали Хьюго Сільєн і Свен Ліндерут, що зайняв пост голови. Розпочався випуск газет «Новий день» («Ny Dag») і «Робітнича газета» («Arbetar-Tidningen»). Дотримуючись тодішньої тактики «третього періоду» Комінтерну, була припинена всяка взаємодія з соціал-демократичною партією. Друга половина 1930-х років була ознаменована різким поворотом у рамках політики «народного фронту». До кінця 1930-х років компартія зуміла подолати наслідки розколу і до 1939 року налічувала у своїх лавах 19116 осіб. У свою чергу Соціалістична партія практично розпалася. Близько 500 шведських комуністів брали участь у громадянській війні в Іспанії в складі інтербригад.

### Ліва соціал-демократична партія Швеції 1921 року
У 1921 році утворена Ліва соціал-демократичная партія Швеції, ЛСДПШ (швед. Sverges Socialdemokratiska Vänsterparti, SSV), як політична партія в наслідку розколу в ЛСДПШ. Більшість лівих соціал-демократів погоджується з «Двадцять однією умовою прийому до Комінтерну» (Третього інтернаціоналу), і перейменовує себе в Комуністичну партію Швеції. Меншість цієї організації виходить або виключається з партії, і продовжує діяти як Ліва соціал-демократична партія. Лідером ЛСДПШ був Івар Веннерстрьом (швед. Ivar Vennerström). Вони видавали газету «Västerbottens Folkblad» («Листівка людей з Вестерботтену»). Партія брала участь у парламентських виборах 1921 року, на яких отримала 2,2% і 6 парламентських місць, в на муніципальних виборах у 1922 році — 1,8% голосів. У 1923 році ЛСДПШ увійшла в соціал-демократичну партію.

### Соціалістична партія Швеції 1929 року
Ця Соціалістична партія Швеції «СПШ» (швед. Svenska socialistiska partiet) — політична партія в Швеції, що існувала в 1929–1948 роках; до 1934 року — як Комуністична партія Швеції «КПШ» (швед. Sveriges Kommunistiska Parti), до 1943 року — під назвою Соціалістична партія «СП» (швед. Socialistiska partiet).
Адже у 1929 році в Комуністичній партії Швеції відбувся розкол між прихильниками Сталіна на чолі з Хьюго Сільєном і Свеном Ліндерутом, і прихильниками Правої опозиції в ВКП(б) на чолі з Карлом Чільбумом і Нільсом Флюгом. Комінтерн виключає зі своїх шведськіх секцій всіх прихильників «правих» — це 17300 членів, що складає понад 3/4 її складу. На чолі виключені, продовжують діяти під назвою Комуністичної партії Швеції, за ними також залишається центральний орган — газета «Politiken». У нову компартію перейшла вся парламентська фракція комуністів — 8 осіб.
У 1930 році Флюг, як депутат Риксдагу, висунув пропозицію про відділення церкви від держави (секуляризація). Однак воно провалилося в Нижній палаті.
Після розколу в 1929 році КПШ вступила в Міжнародну комуністичну опозицію, з якої вийшла в 1933 році і приєдналася до Міжнародного революційного марксистського центру, більш відомого як Лондонське бюро.
У 1934 році компартія зливається з відколеною від соціал-демократичної партії групою на чолі з Альбіном Стрьомом, що базувалася в Гетеборзі. Після об'єднання КПШ прийняла назву Соціалістичної партії. Трансформація в СП була також пов'язана з відходом від попередньої лінії партії, що орієнтувалася на Радянський Союз і Комінтерн. Спочатку партія намагалася переконати керівництво Комуністичного інтернаціоналу прийняти її назад у свої лави. Однак розбіжність у політичній лінії ВКП(б) і Комінтерну все посилювалася.
До другої половини 1930-х років партія починає приходити в стан занепаду. У 1937 Нільс Флюг виключає з партії одного з її лідерів та засновників Карла Чільбума. На знак протесту з партії виходить інший її лідер — Туре Нерман. Під керівництвом Флюга партія наприкінці 1930-х років робить поворот в бік співпраці з нацистами і орієнтації на фашистську Німеччину. В результаті цього повороту з партії виходить група активістів, включаючи Альбіна Стрьома і Евальда Хеглунда, котрі сформували Ліву соціалістичну партію. Зміна партійної політики позначилася також на назві партії, яка з 1943 року стала називатися Соціалістичною партією Швеції.
Після смерті Флюга в 1943 році на чолі партії став Агатон Блом. У 1948 році СПШ припинила своє існування. Решту активісти й осередки партії були потім відомі, як Соціалістичні трудові комуни (швед. Socialistiska Arbetarkommuner).
За час існування вони мали участь у виборах до Риксдагу. Беручи участь в парламентських виборах 1932 і 1936 років мали 5,3% і 4,4% голосів відповідно, партія мала 6 депутатів в Риксдазі, що було більше фракції сталіністської компартії. На виборах 1940 року СП отримала 0,7% голосів, і не пройшла до парламенту, а на виборах 1944 року — 0,2%. Головами партії були у 1929–1943 рр. Нільс Флюг (Nils Flyg), у 1943–1948 рр. — Агатон Блом (Agaton Blom). В історію увійшов цей період СПШ одночасною прихильністю до соціалізму, марксизму та націонал-соціалізму.

### Ліва соціалістична партія Швеції 1940 року
Утворена в 1940 році в результаті відколу від Соціалістичної партії Нільса Флюга під впливом нацизму. Ця Ліва соціалістична партія, скорочено ЛСП (швед. Vänstersocialistiska Partiet), була лівою політичною партією в Швеції 1940–1963 років. У 1934 році від соціал-демократичної партії («Революційна соціалістична партія Швеції») відкололася її ліва група на чолі з Альбіном Стрьомом, що базувалася в Гетеборзі. А. Стрьом прагнув підтримати лівих соціал-демократів із західних приморських областей. Вони заснували щотижневу газету «Arbetarposten» («Робітничі відомості»). У тому ж році група увійшла до складу антисталінської Комуністичної партії Швеції, прийнята з того часу їх назва як Соціалістична партія. Після зміни політики Соціалістичної партії в 1940 році прибічники А. Стрьома вийшли з неї, та поклали початок ЛСП.
Центральний органом ЛСП була газета «Arbetarposten», редактором якої був А. Стрьом. У період Другої світової війни тираж газети становив приблизно 1000 примірників, у післявоєнний час доходив до 1500. Газета розповсюджувалася в основному в Гетеборзі і, в меншій мірі, в Буросі. Газета виходила до 1961 року, а після смерті Стрьома існувала ще до 1963 р., згодом і ЛСП перестала існувати.
У 1945 році було від ЛСП відкололася група на чолі з Евальдом Хеглундом і Антоном Нільсоном, яка вважала, що партія має дотримуватися прозахідного курсу. На основі цієї групи була створена Незалежна робоча партія, яка приєдналася пізніше до Четвертого інтернаціоналу.

### У 1939—1945-ті роки
Період Другої світової війни був важким часом для компартії Швеції. Вона була єдиною політичною силою у Швеції, яка підтримувала СРСР в Радянсько-фінській війні 1939–1940 років, що використовувалося як найчастіший привід для репресій проти партії. 26 липня 1940 р. після введення в прибалтійські республіки частин Червоної Армії і зміни влади в них газета «Ny Dag» писала:
|  | «Прикордонні держави були звільнені від їх поплічників імперіалістичних держав завдяки допомозі великої соціалістичної робітничої держави». |

Виконавчий редактор газети Густав Йохансон зазначав тоді:
|  | «Я бачу три країни, що були в минулому найгіршими реакційними терористичними державами Європи, які трансформувалися в радянські республіки завдяки визвольним революціям». |

Крім того, партія підтримувала підписання «пакту Молотова — Ріббентропа». У вересні 1939 року Центральний комітет КПШ прийняв декларацію, в якій зазначалося:
|  | «Правлячі кліки Англії й Франції знаходяться у страху перед більшовизмом, погано приховуючи симпатії до фашизму, в страху перед робочою владою в Європі вони відмовляються укласти на прийнятних умовах договір з Радянським Союзом, фактично порушуючи плани паліїв війни. Вони підтримують відмову Польщі прийняти радянську допомогу. Радянський Союз, таким чином, в повній відповідності з логікою мирної політики, за допомогою пакту про ненапад з Німеччиною вдається до захисту 170-мільйонного народу першої в світі соціалістичної держави проти фашистського нападу і величезних нещасть світової війни». |

Коли відбулося вторгнення Німеччина до Норвегії в квітні 1940 року КПШ зайняла нейтральну позицію. У статті в «Ny Dag» німецька окупація Норвегії була названа «поразкою для британського імперіалізму». У роки війни поширення видань компартії було заборонено, комуністів піддавали дискримінації на ринку праці, в профспілках. Багато ключових діячів партії та її молодіжної організації були заарештовані і поміщені в табори. Всього в таборах в Швеції було інтерновано близько 3500 осіб, більша частина з яких були комуністами. Безліч активістів пішло в підпілля, включаючи голову партії Ліндерута. В урядових колах обговорювалася ідея повної заборони партії, проте реалізована вона не була.
У 1940 р. була закидана бомбами редакція регіонального партійного органу «Norrskensflamman» («Полум'я Північного сяйва») у лені Норрботтен на півночі Швеції. П'ятеро людей, включаючи двох дітей, були вбиті. Одним з багатьох обвинувачених після теракту був Пауль Вретлінд (Paul Wretlind), який був регіональним лідером Ліберальної партії в Стокгольмі. Він звинувачувався у фінансуванні групи для здійснення теракту.
Компартія активно підтримувала рух опору в Норвегії та Данії. У північній Швеції пов'язані з партією робочі крали динаміт з шахт і контрабандою переправляли норвезькому опору. В інших частинах країни члени компартії давали притулок антифашистським біженцям.
Незважаючи на протидію уряду, за роки війни комуністична партія домоглася сильних позицій у шведській політиці. Коли у 1944 р. проходили парламентські вибори, то дана партія отримала 10,3% голосів. 12-й з'їзд КПШ, що проходив у 1944 році прийняв програму партії «Основні принципи КПШ», де визначалося історичне завдання робітничого класу Швеції: у союзі з іншими експлуатованими класами завоювати політичну владу і побудувати соціалістичне суспільство.

### У 1945-1964-ті роки
У 1945 році комуністи очолили загальний 5-місячний страйк металістів (у ньому взяло участь 130 тисяч осіб), яка поклала початок «розморожуванню» зарплати в Швеції після війни.
На муніципальних виборах 1946 року за КПШ було віддано 11,2% голосів. Кількість членів досягло в цей момент 51000 тисячі осіб. Роль компартії в шведській політиці зазнає змін — на тлі посилення ролі Радянського Союзу на світовій арені. Запропонована компартією Швеції політика «єдиного фронту» з соціал-демократами викликала внутрішньопартійну дискусію. Відбулися зміни в профспілковій політиці партії — у бік взаємодії з соціал-демократами в профспілковому русі. Ці зміни викликали невдоволення у частини партійних активістів.
Початок холодної війни поставив партію перед великими труднощами. Прем'єр-міністр Таге Ерландер проголосив мету: повернути «кожну профспілку на шлях боротьби з комуністами». Представники КПШ були «вичищені» з профспілок. Незважаючи на це партія продовжувала розвивати політику «єдиного фронту».
У 1952 році на довиборах до парламенту в Ямтланді і Крістіансанді партія вирішила не виставляти власних списків для того, щоб бути впевненою, що соціал-демократи не матимуть поразки. Партійне керівництво аргументувало це тим, що комуністи повинні спробувати «забезпечити робочу більшість у Риксдазі». Обидва згадані округу були виборчими округами, в яких кандидати від комуністів не змогли б перемогти. Однак ліва меншість всередині партії на чолі з Сетом Перссеном розцінила нову лінію як капітуляцію перед соціал-демократами.
Іншим предметом для дискусії була Молодіжна ліга. Комуністична партія виступила з ініціативою створення молодіжного руху на широкій ідеологічній основі. У 1952 році було засновано рух «Демократична молодь» («Demokratisk Ungdom») паралельно з існуючою при компартії Молодіжною комуністичною лігою Швеції. Противники такого кроку заявили, що мовляв відбувається розмивання політичного характеру молодіжного руху.
Символічним актом було прийняття рішення про проведення єдиної першотравневої демонстрації за участю комуністів і соціал-демократів. А також рішення про фінансову підтримку т.зв. «Робочої преси», що знаходилася фактично в руках соціал-демократів.
Внутрішньопартійна полеміка досягла свого піку що проходив у 1953 році на 16-му з'їзді. Сет Перссен виступив з критикою партійного курсу, а також нового, обраного в 1951 році, голови партії Хільдінга Харберга, якого він назвав опортуністом. З критикою позиції Перссона виступили Кнут Сенандер і Нільс Хольмберг. Примітно, що Сенандер і Хольмберг вважалися прихильниками лівого крила партії, однак тоді обидва виступили на підтримку партійній лінії. Перссена підтримала тільки невелика частина делегатів. Дуже емоційно у заключній промові на з'їзді він заявив про свій вихід з партії. Незабаром з неї були виключені прихильники Перссена. З'їзд прийняв програмний документ «Шлях Швеції до соціалізму». У ньому був зроблений наголос на співпрацю комуністів з соціал-демократами.
Радянське вторгнення в Угорщину в 1956 році викликало дебати в КПШ. У підсумку, партійне керівництво офіційно підтримало введення радянських військ.

### У 1964—1990-ті роки
У 1964 р. головою партії був обраний Карл-Генрік Германссон. На відміну від свого попередника, новий голова КПШ був вихідцем з академічного середовища. Він ініціював зміну партійного курсу в бік єврокомунізму і скандинавського «народного соціалізму».
Обговорення політичної стратегії продовжилося на 21-му з'їзді партії в 1967 р.. На ньому були представлені різні фракції всередині КПШ. Одна з них виступала за трансформацію партії в некомуністичну, а аналогічну данську Соціалістичну народну партію, і змінити назву на Ліву партію. Інша фракція, що складалася здебільшого з профспілкових активістів, виступала за збереження комуністичного характеру партії та близькі зв'язки з КПРС (СРСР). Колишній партійний лідер Гагберг, що був членом прорадянської фракції, запропонував компромісну назву — Партія праці. Було вирішено прийняти назву Ліва партія — Комуністи. З'їзд також прийняв нову програму партії — «Соціалістична альтернатива», а також новий статут, в якому були відсутні, на відміну від попереднього (прийнятого в 1955 р.), та деякі положення принципу демократичного централізму. Було продовжено еврокомуністичний курс. Прорадянська меншість в партії об'єдналася навколо газети «Norrskensflamman». Невелика прокитайська група на чолі з Бу Густафссоном (Bo Gustafsson) і Нільсом Гольмбергом (Nils Holmberg) на з'їзді вийшла з партії, створивши Комуністичну лігу марксистів-ленінців. Також з партії вийшло її молодіжне крило, що сформувало Марксистсько-ленінську бойову лігу за комуністичну партію Швеції (м-л).
У 1968 р. ЛПК стала першою партією в Швеції, що засудила радянське вторгнення в Чехословаччину. Партія організувала демонстрацію перед радянським посольством в Стокгольмі, на якому з промовою виступав Херманссон. Засудження введення країн Варшавського договору в Чехословаччину викликало невдоволення прорадянської меншини Швеції.
На муніципальних виборах 1968 року партія отримала найгірший за всі післявоєнні роки результат — 3,8%.
Наприкінці 1960-х років ЛПК брала участь в акціях проти війни у В'єтнамі і була засновником Шведського в'єтнамського комітету. Комуністи відіграли важливу ролю в страйковій боротьбі шведських робітників, що розгорнулася в 1969–1971 роках. У 1970 році було відтворено рух «Демократична молодь».
У 1972 році партія повернулася на більш ліві позиції, і прийняла нову програму, в якій говорилося, що ЛПК будує свою діяльність «на основі наукового соціалізму, революційної теорії Маркса — Леніна», підкреслювалася прихильність принципам пролетарського інтернаціоналізму. На проведеному в 1975 р. з'їзді новим головою було обрано 162 голосами Ларса Вернера. А кандидат від прорадянської фракції Рольф Гагель (Rolf Hagel) отримав 74 голоси. У лютому 1977 р. прорадянська меншість покинула партію, заснувавши окремішню Робітничу партію — Комуністи (РПК).
На партійному з'їзді 1978 р. було запропоновано прийняти «Маніфест за демократію». У ньому серед іншого містилася критика ситуації з правами людини в країнах Східної Європи. На тому з'їзді була як дружня присутня делегація КПРС, яка висловила своє невдоволення тим, що відбувається і загрожувала покинути шведський з'їзд. Урешті Маніфест не було прийнято.

### У 1990-2000-ні роки
У 1990 році було вирішено змінити назву ЛПК на Ліву партію (ЛП). У 1993 році Ларс Вернер був знятий з посади голови партії. Новим главою партії стала Гудрун Шиман.
На парламентських виборах 1994 року партія набрала 6,2% голосів. Тривала виборча криза партії була подолана. Знову став збільшуватися її вплив, а особливо серед молоді. ЛП була одним з організаторів компанії проти вступу до Євросоюзу. На з'їзді 1996 року партія декларувала себе, як феміністська. На виборах 1998 року ЛП отримала 12% і уклавши угоду з соціал-демократами вона стала підтримувати уряд Йерана Перссона, не входячи до його складу.
На парламентських виборах 2002 року втратила понад 3% і вийшла з результатом 8,3% голосів. У 2003 році тимчасовим головою партії замість збіглої Гудрун Шиман стала Улла Гоффманн. На з'їзді 2004 року Головою був обраний Ларс Олі. У 2004 році з партії вийшов осередок у місті Гнеста, сформувавши локальну партію «Ліві демократи» (швед. Vänsterdemokraterna). Вибори 2006 року принесли ЛП 5,8% і 22 місця в Риксдазі.
7 грудня 2008 року соціал-демократи створили політичний та виборчий альянс, відомий як Червоно-зелені, разом з Лівою партією та Партією зелених.

### 2010-ті роки
На виборах 2010 року партія здобула 321 847 (5,6%) голосів і 19 депутатських мандатів.
Коаліція червоно-зелених йшла єдиним списком на парламентських виборах 2010 року, але програли вибори чинній правоцентристській коаліції «Альянс за Швецію». 26 листопада 2010 року Червоно-зелений альянс був розпущений.
6 січня 2012 року з'їзд лівої партії обрав Юнаса Шестедта новим головою партії, оскільки Ларс Олі оголосив про свою відставку.

### 2020-ті роки
31 жовтня 2020 року партія обрала Нуші Дадгостар лідером партії після того як Шестедт оголосив про свою відставку.

15 червня 2021 року партія відмовилася від підтримки коаліційного уряду через розбіжності щодо контролю за орендною платою.
2 березня 2022 року після початку повномасштабного вторгнення Росії в Україну разом із низкою інших лівих нордичних партій засудила дії Росії та закликала її вивести війська з території України, а ЄС — ввести жорсткіші санкції проти Росії.

## Галерея

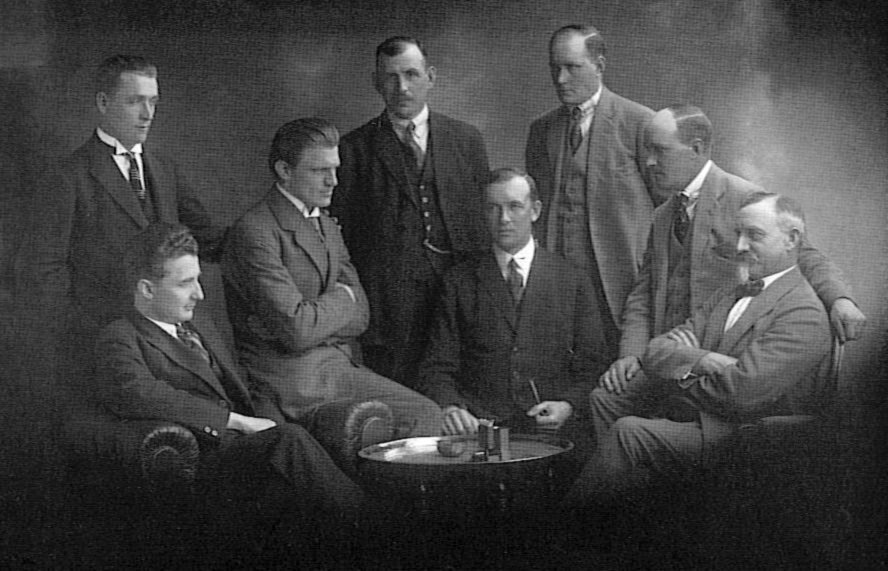
Перша фракція Комуністичної партії Швеції в Риксдагу (1922 р.)
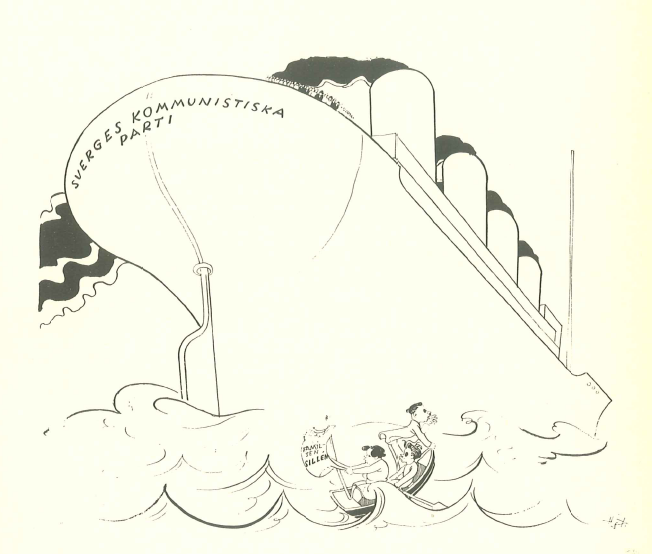
Карикатура демонструє політику Швеції під керівництвом шведської комуністичної партії, як могутній корабель з маленьким човником політичних опонентів у морі (1929 р.)
Символ соціалістичної партії Швеції 1929 року
Першотравневий плакат Лівої партії Швеції — Комуністи й рух «Демократична молодь» (Torsten Bergmark, 1975 р.)Першотравневий плакат Лівої партії Швеції — Комуністи й рух «Демократична молодь» (Torsten Bergmark, 1975 р.)

## Організація

### Партійні лідери
Голови партії
- 1917 Карл Вінберг (швед. Carl Winberg) і Цет Хьоглунд (швед. Zeth Höglund)
- 1918 Ернст Острьом (швед. Ernst Åström) і Карл Чільбум (швед. Karl Kilbom)
- 1919–1921 Цет Геглунд
- 1921–1923 Цет Геглунд і Карл Чільбум
- 1923–1924 Цет Геглунд
- 1924–1929 Нільс Флюг (швед. Nils Flyg)
- 1929–1951 Свен Ліндерут (швед. Sven Linderot)
- 1951–1964 Гільдінг Гагберг (швед. Hilding Hagberg)
- 1964–1975 Карл-Генрік Херманссон (швед. Carl-Henrik Hermansson)
- 1975–1993 Ларс Вернер (швед. Lars Werner)
- 1993–2003 Гудрун Шиман (швед. Gudrun Schyman)
- 2003–2004 Улла Гоффманн (швед. Ulla Hoffmann; виконуюча обов'язки)
- 2004–2012 Ларс Олі (швед. Lars Ohly)
- 2012-2020 Юнас Шестедт (швед. Jonas Sjöstedt)
- 2020-     Нуші Дадгостар

Секретарі партії
- 1967–1982 Торе Форсберг (швед. Tore Forsberg)
- 1982–1985 Бу Хаммар (швед. Bo Hammar)
- 1985–1993 Кеннет Квіст (швед. Kenneth Kvist)
- 1993–1994 Маггі Мікаельссон (швед. Maggi Mikaelsson)
- 1994–2000 Ларс Олі (швед. Lars Ohly)
- 2000–2006 Пернілла Цетреус (швед. Pernilla Zethraeus)
- від 2006 Анкі Альстен (швед. Anki Ahlsten)

## Вибори

### Риксдаг
| Вибори | Голоси  | %         | Місць    | +/–  | Уряд                 |
| ------ | ------- | --------- | -------- | ---- | -------------------- |
| 1917   | 59,243  | 8.0 (#4)  | 11 / 230 | ▲ 11 | Опозиція             |
| 1920   | 42,056  | 6.4 (#5)  | 7 / 230  | ▼ 4  | Опозиція             |
| 1921   | 80,355  | 4.6 (#5)  | 7 / 230  | ▬ 0  | Опозиція             |
| 1924   | 63,301  | 3.6 (#6)  | 4 / 230  | ▼ 3  | Опозиція             |
| 1928   | 151,567 | 6.4 (#5)  | 8 / 230  | ▲ 4  | Опозиція             |
| 1932   | 74,245  | 3.0 (#6)  | 2 / 230  | ▼ 6  | Підтримка без участі |
| 1936   | 96,519  | 3.3 (#6)  | 5 / 230  | ▲ 3  | Підтримка без участі |
| 1940   | 101,424 | 3.5 (#5)  | 3 / 230  | ▼ 2  | Підтримка без участі |
| 1944   | 318,466 | 10.3 (#5) | 15 / 230 | ▲ 12 | Підтримка без участі |
| 1948   | 244,826 | 6.3 (#5)  | 8 / 230  | ▼ 7  | Підтримка без участі |
| 1952   | 164,194 | 4.3 (#5)  | 6 / 230  | ▼ 3  | Підтримка без участі |
| 1956   | 194,016 | 5.0 (#5)  | 6 / 231  | ▲ 1  | Опозиція             |
| 1958   | 129,319 | 3.4 (#5)  | 5 / 231  | ▼ 1  | Підтримка без участі |
| 1960   | 190,560 | 4.5 (#5)  | 5 / 232  | ▬ 0  | Підтримка без участі |
| 1964   | 221,746 | 5.2 (#5)  | 8 / 233  | ▲ 3  | Підтримка без участі |
| 1968   | 145,172 | 3.0 (#5)  | 3 / 233  | ▼ 5  | Підтримка без участі |
| 1970   | 236,659 | 4.8 (#5)  | 17 / 350 | ▲ 14 | Підтримка без участі |
| 1973   | 274,929 | 5.3 (#5)  | 19 / 350 | ▲ 2  | Підтримка без участі |
| 1976   | 258,432 | 4.8 (#5)  | 17 / 349 | ▼ 2  | Опозиція             |
| 1979   | 305,420 | 5.6 (#5)  | 20 / 349 | ▲ 3  | Опозиція             |
| 1982   | 308,899 | 5.6 (#5)  | 20 / 349 | ▬ 0  | Підтримка без участі |
| 1985   | 298,419 | 5.4 (#5)  | 19 / 349 | ▼ 1  | Підтримка без участі |
| 1988   | 314,031 | 5.8 (#5)  | 21 / 349 | ▲ 2  | Підтримка без участі |
| 1991   | 246,905 | 4.5 (#7)  | 16 / 349 | ▼ 5  | Опозиція             |
| 1994   | 342,988 | 6.2 (#5)  | 22 / 349 | ▲ 6  | Підтримка без участі |
| 1998   | 631,011 | 12.0 (#3) | 43 / 349 | ▲ 21 | Підтримка без участі |
| 2002   | 444,854 | 8.4 (#5)  | 30 / 349 | ▼ 13 | Підтримка без участі |
| 2006   | 324,722 | 5.9 (#6)  | 22 / 349 | ▼ 8  | Опозиція             |
| 2010   | 334,053 | 5.6 (#7)  | 19 / 349 | ▼ 3  | Опозиція             |
| 2014   | 356,331 | 5.7 (#6)  | 21 / 349 | ▲ 2  | Підтримка без участі |
| 2018   | 518,454 | 8.0 (#5)  | 28 / 349 | ▲ 7  | Опозиція             |
| 2022   | 437,050 | 6.8 (#4)  | 24 / 349 | ▼ 4  | TBD                  |

### Європарламент
| Вибори | Голосів | %         | Місць  | +/- |
| ------ | ------- | --------- | ------ | --- |
| 1995   | 346,764 | 12.9 (#4) | 3 / 22 |     |
| 1999   | 400,073 | 15.8 (#3) | 3 / 22 | ▬ 0 |
| 2004   | 321,344 | 12.8 (#4) | 2 / 19 | ▼ 1 |
| 2009   | 179,222 | 5.7 (#6)  | 1 / 18 | ▼ 1 |
| 2014   | 234,272 | 6.3 (#7)  | 1 / 20 | ▬ 0 |
| 2019   | 282,300 | 6.8 (#7)  | 1 / 20 | ▬ 0 |